# Katedrála svatého Ondřeje (Singapur)
Katedrála svatého Ondřeje je anglikánská katedrála v Singapuru, dokončená v roce 1861 a pojmenovaná podle sv. Ondřeje, patrona Skotska. Nachází se v centru města, v blízkosti stanice singapurského metra MRT City Hall.

## Dějiny
Na místě dnešní katedrály byl položen 9. listopadu 1835 základní kámen předchozí budovy, kostela sv. Ondřeje. Na základě plánů George D. Colemana byl kostel postaven v klasicistním stylu. Stavba byla dokončena v roce 1836, první mše se konala 18. června 1837 a kostel vysvěcen 10. září 1838 Danielem Wilsonen, pověřeným biskupem pro Singapur se sídlem v Kalkatě. Jméno skotského patrona bylo vybráno, protože první dary pocházely od skotské komunity.
V roce 1842 rozšířil John Turnbull Thomson kostel o kostelní věž, aby jej bylo možné jasně identifikovat. Zvon kostelu darovala v roce 1843 Maria Revereová, manželka amerického konzula Josepha Balestiera (a dcera Paula Revereho) a na zvonu byla vyryta slova „Revere Boston 1843“ a tudíž i název Revere Bell. Vzhledem k tomu, že věž neměla hromosvod, byla v letech 1845 a 1849 zasažena bleskem. Kvůli poškození kostela byl klasifikován jako nebezpečný, uzavřen byl v roce 1852 a nakonec byl zbořen.
V roce 1855 byly schváleny plány pro novou budovu kostela. Základní kámen byl položen 4. března 1856 a kostel byl postaven v novogotickém stylu podle plánů Ronalda MacPhersona. Je 68,58 metrů dlouhý, 35,5 metrů široký a v této době nabízel prostor pro 300 lidí. První mše se konala 1. října 1861, vysvěcení kostela se konalo 25. ledna 1862 biskupem Georgem Cottonem.
Poté, co se v roce 1867 stal Singapur a Průlivové osady britskou korunní kolonií, spadala anglikánská církev v Singapuru v roce 1869 pod biskupa v Labuanu a Sarawaku (a ne již Kalkatě). V roce 1870 byl kostel svatého Ondřeje vysvěcen na diecézní katedrálu – a po několika restrukturalizacích je to dosavadní diecéze, diecéze Singapuru.
Dne 28. června 1973 byla katedrála vyhlášena národní památkou.
Díky sboru, který se v průběhu let rozrostl, byla katedrála v období od května 2005 do listopadu 2005 rozšířena do podzemí. V rozšířené Cathedral New Sanctuary nabízí místo pro dalších 800 lidí.